# Express AM8
O Express AM8 é um satélite de comunicação geoestacionário russo da série Express, que foi construído pela ISS Reshetnev (ex NPO PM) em cooperação com a Thales Alenia Space, o satélite está localizado na posição orbital de 14 graus de longitude oeste e é administrado pela empresa estatal Russian Satellite Communications Company, com sede em Moscou. O satélite foi baseado na plataforma Express-1000NTB e sua vida útil estimada é de 15 anos.

## Lançamento
O satélite foi lançado com sucesso ao espaço no dia 14 de setembro de 2015, às 19:00:00 UTC, por meio de um veículo Proton-M/Blok-DM-03, a partir do Cosmódromo de Baikonur, no Cazaquistão. Ele tinha uma massa de lançamento de 2.100 kg.

## Capacidade e cobertura
O Express AM8 é equipado com 24 transponders em banda C, 16 em banda Ku e dois em banda L para prestação de serviços de telecomunicações para a Europa, África e Américas.